# Eritrejská vlajka

Eritrejská vlajka
Poměr stran: 1:2

Vlajka Eritreje je tvořena listem o poměru stran 1:2 s červeným žerďovým klínem, s vrcholem ve středu vlajícího okraje a rozdělující vlajku na horní zelené a dolní modré (trojúhelníkové) pole. V červeném klínu je umístěn žlutý eritrejský emblém (vycházejícím ze státního znaku z let 1952–1962) – dvě, do kruhu stočené olivové ratolesti, každá s 11 lístky. Uprostřed je vztyčená větévka se šesti, rozeklanými lístky.
Červený barva připomíná krev prolitou v boji za nezávislost, zelená symbolizuje islám a úrodnou zemi a modrá symbolizuje Rudé moře, které břehy země omývá. Žlutá je barvou demokracie, práva, sjednocení, pokroku a osvobození.
Vlajka eritrejského prezidenta má v červeném klínu umístěn státní znak – bílé kruhové pole s jednohrbým velbloudem hledícím k vlajícímu okraji. Kruhové pole je po stranách lemováno olivovými ratolestmi. Dole je dvakrát přeložena stuha s nápisem „Stát Eritrea” ve třech jazycích (tigrajsky, anglicky a arabsky).

Rozměry eritrejské vlajky
Vlajka eritrejského prezidenta Poměr stran: 1:2

## Historie
Vlajka byla přijata 5. prosince 1995.

Eritrejská vlajka (1952–1962) Poměr stran: 2:3
Eritrejská vlajka (1993–1995) Poměr stran: 2:3